# Nathan Kelsey Hall
Nathan Kelsey Hall (Marcellus, 28 marzo 1810 – Buffalo, 2 marzo 1874) è stato un politico statunitense, 14° Direttore delle Poste.

## Biografia
Fu il quattordicesimo direttore generale delle poste degli Stati Uniti durante la presidenza di Millard Fillmore (13º presidente).
Nato nello stato di New York, iniziò con lavori umili riuscendo a studiare legge a Buffalo, sostenendo l'esame d'amissione nel 1832. Nel 1846 iniziò la sua attività politica nel partito dei Whig. alla sua morte il corpo venne sepolto nel Forest Lawn Cemetery di Buffalo, vicino alla tomba del presidente con cui lavorò, suo amico.